# Pseudosphenoptera
Pseudosphenoptera is een geslacht van vlinders van de familie spinneruilen (Erebidae), uit de onderfamilie Arctiinae.

## Soorten
- P. almonia Gaede, 1926
- P. basalis Walker, 1854
- P. boyi Zerny, 1931
- P. cocho Schaus, 1898
- P. chimaera Rothschild, 1911
- P. chrysorrhoea Draudt, 1931
- P. nephelophora Hampson, 1914